# Castello di Introd
Il castello di Introd (in francese, Château d'Introd) è uno dei castelli della Valle d'Aosta, e sorge a Introd, in località Plan d'Introd.

## Storia
Il castello di Introd fa risalire le proprie origini al XII secolo quando venne costruito con una struttura piuttosto semplice, costituita da un mastio quadrato circondato da una cinta muraria non eccessivamente spessa. Viene nominato nei documenti della castellania del Châtel-Argent nel 1244.
Per esigenze di migliorare la struttura, Pierre Sarriod nel 1260 lo fece ampliare facendolo divenire una vera fortezza. Ulteriori modifiche nel XV secolo portarono il castello a una forma più arrotondata.
Il castello subì due traumi in tempi moderni che costrinsero a nuovi restauri: un incendio nella seconda metà dell'Ottocento e uno all'inizio del Novecento. In particolare in quest'ultimo caso i lavori vennero diretti nel 1910 dall'architetto Jean Chevalley per commissione del proprietario, il cavalier Gonella, portando il castello alla forma attuale.
Da luglio 2012 il mastio centrale è stato riaperto al pubblico dopo un intervento di restauro che ha coinvolto anche altre parti del complesso.
Passato di mano ai conti Caracciolo di Brienza, dal 30 novembre 2023 entra nel patrimonio pubblico della Regione autonoma Valle d’Aosta. In attesa di un complessivo restauro e adeguamento funzionale, oggi - nella sua parte aperta al pubblico - è temporaneamente gestito dalla Fondation Grand-Paradis, grazie a un accordo tra la Regione e il comune di Introd.

## Descrizione
Il salone interno è decorato con un affresco che corre nel salone lungo le pareti: vicino al soffitto sono incorniciate tante singole scene in ciascuna delle quali è raffigurato un albero diverso. Al di sotto si trova una tappezzeria a trompe-l'œil.

La piantina del castello nel 1936 (Carlo Nigra)
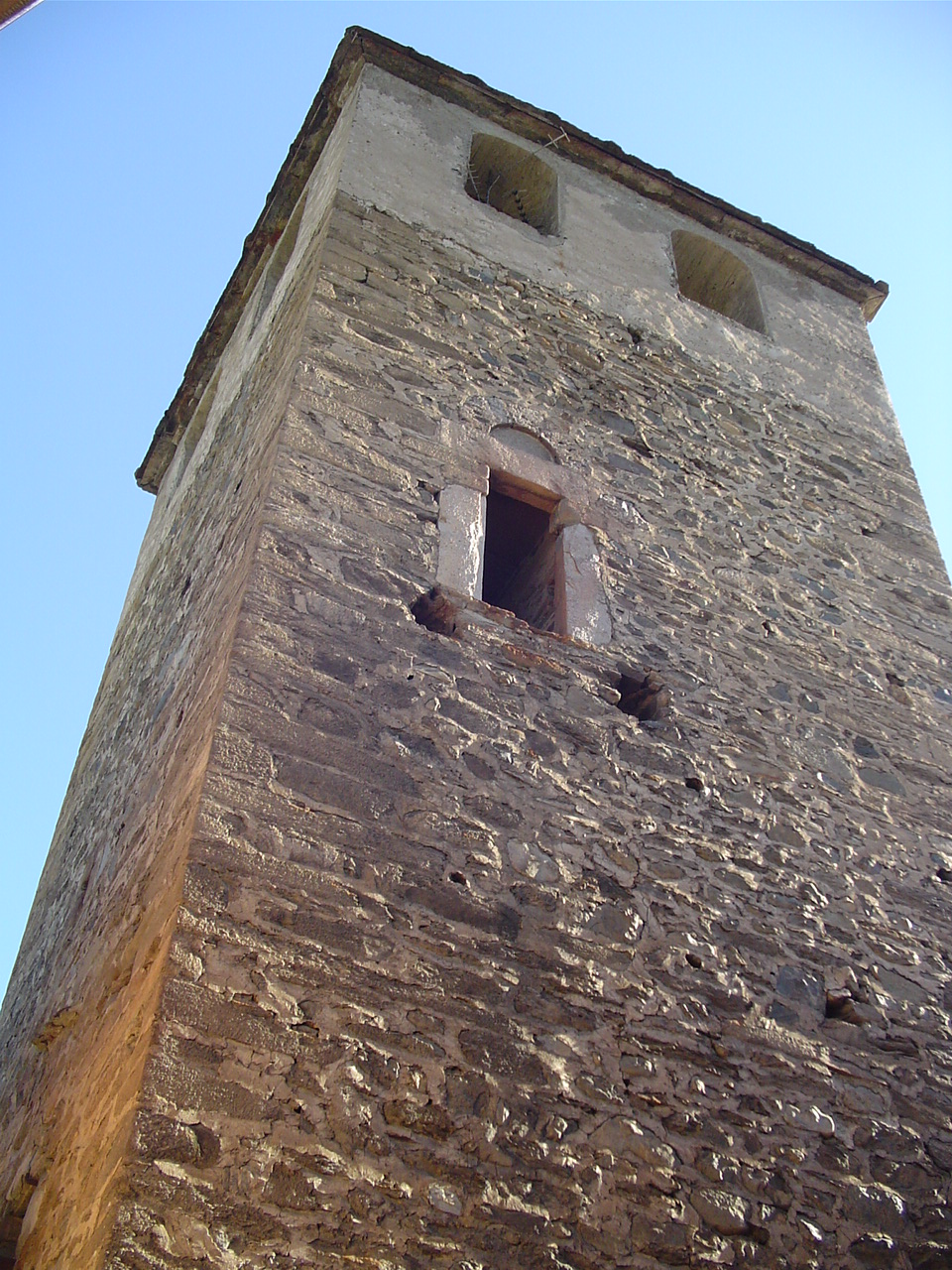
Il mastio centrale.
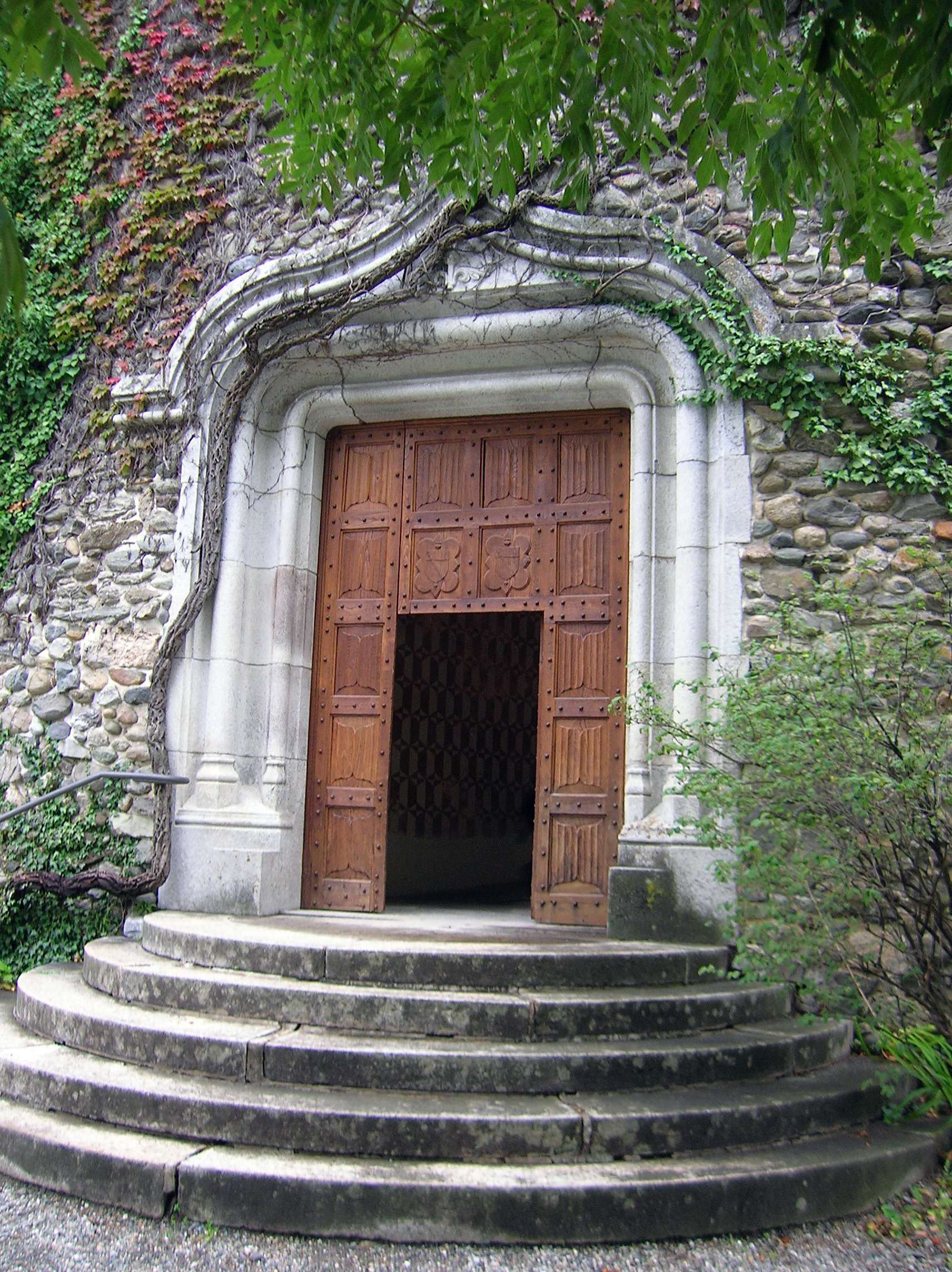
Portone d'ingresso del castello, copia di quello del castello di Issogne. La scalinata invece è copiata da quella del castello di Fénis.
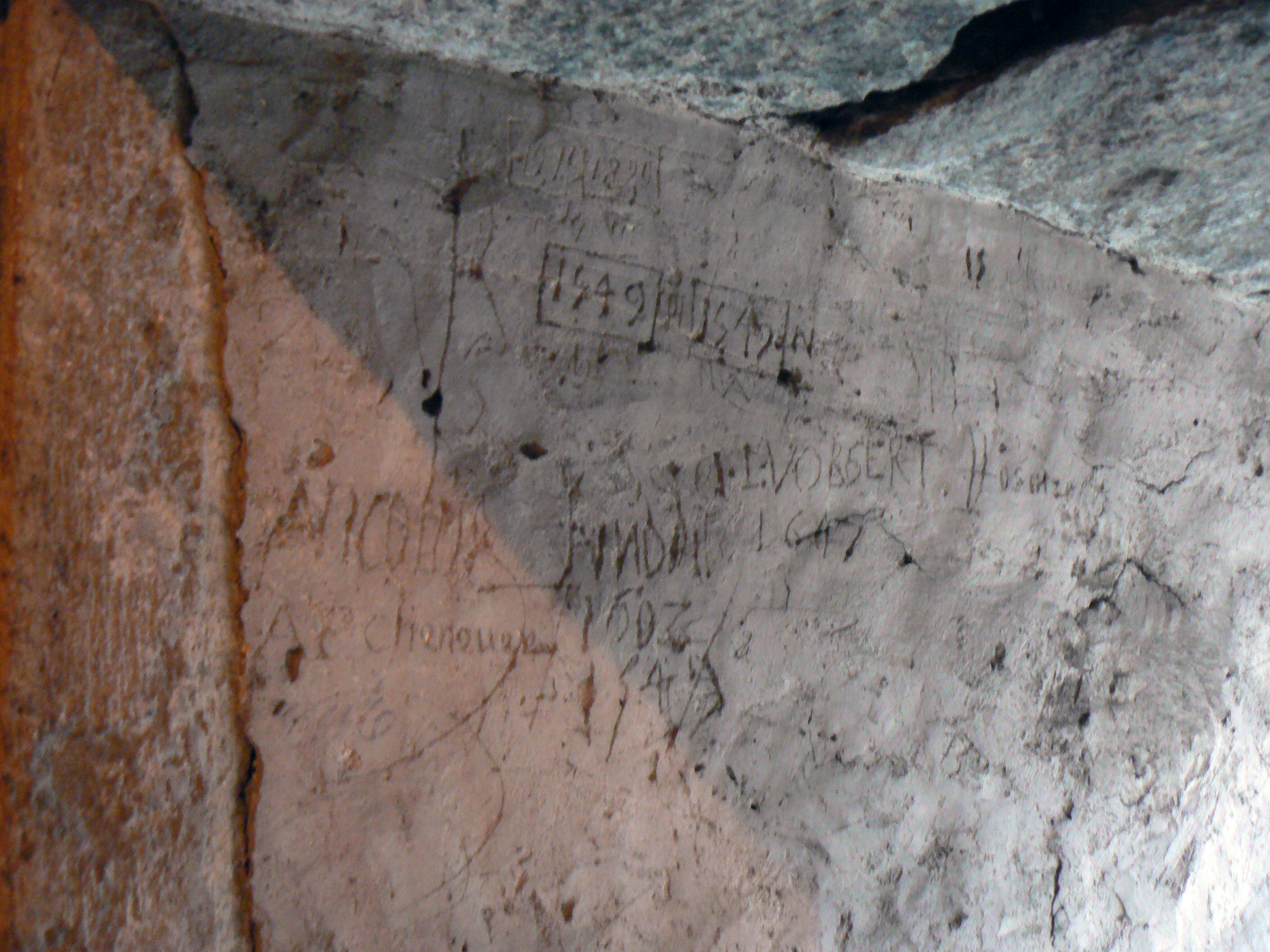
Graffiti del XVI secolo all'interno del dongione con le date più antiche presenti nel castello.
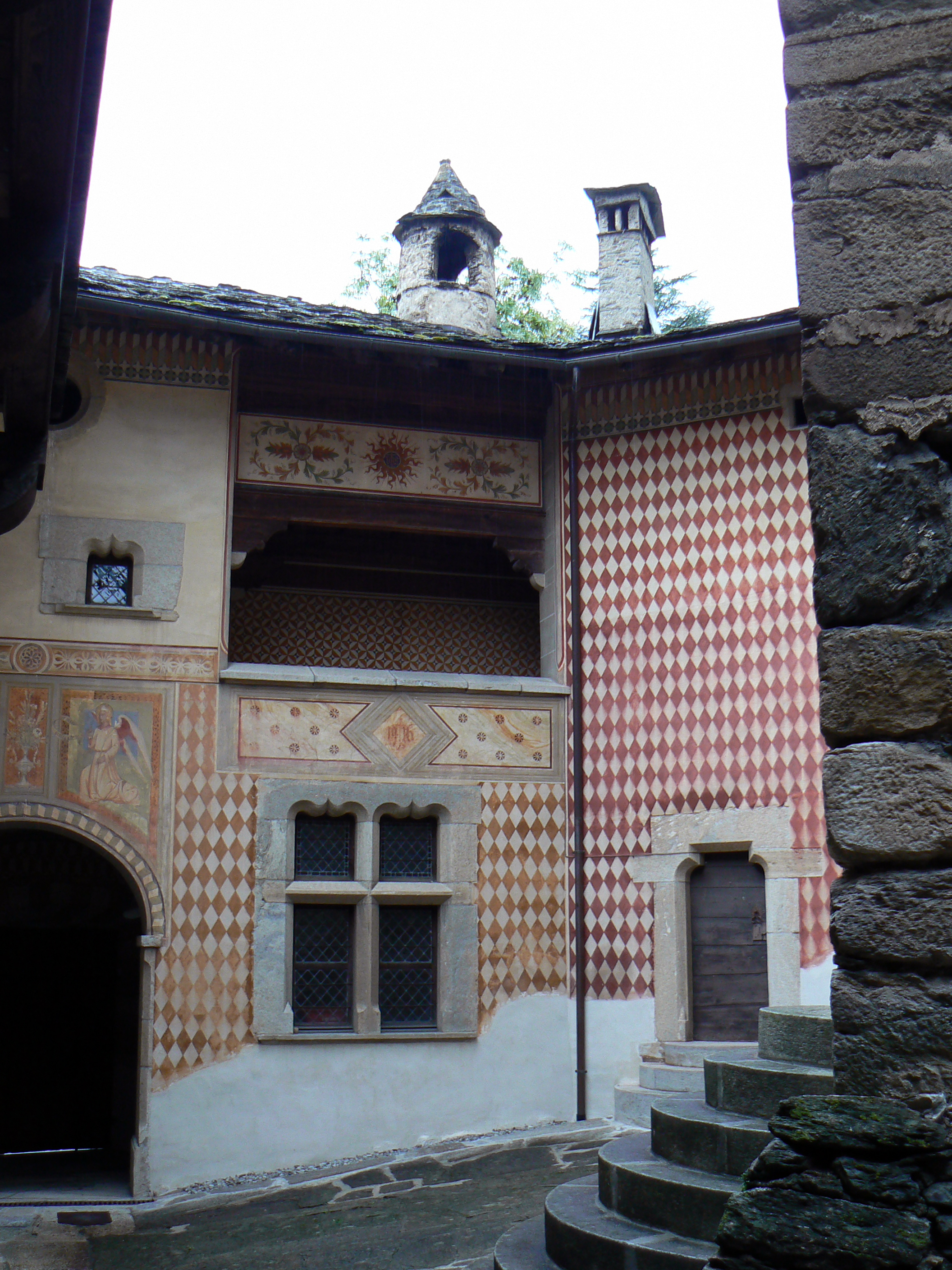
Il cortile interno del castello e i suoi affreschi, molti dei quali ispirati da quelli di Fénis.
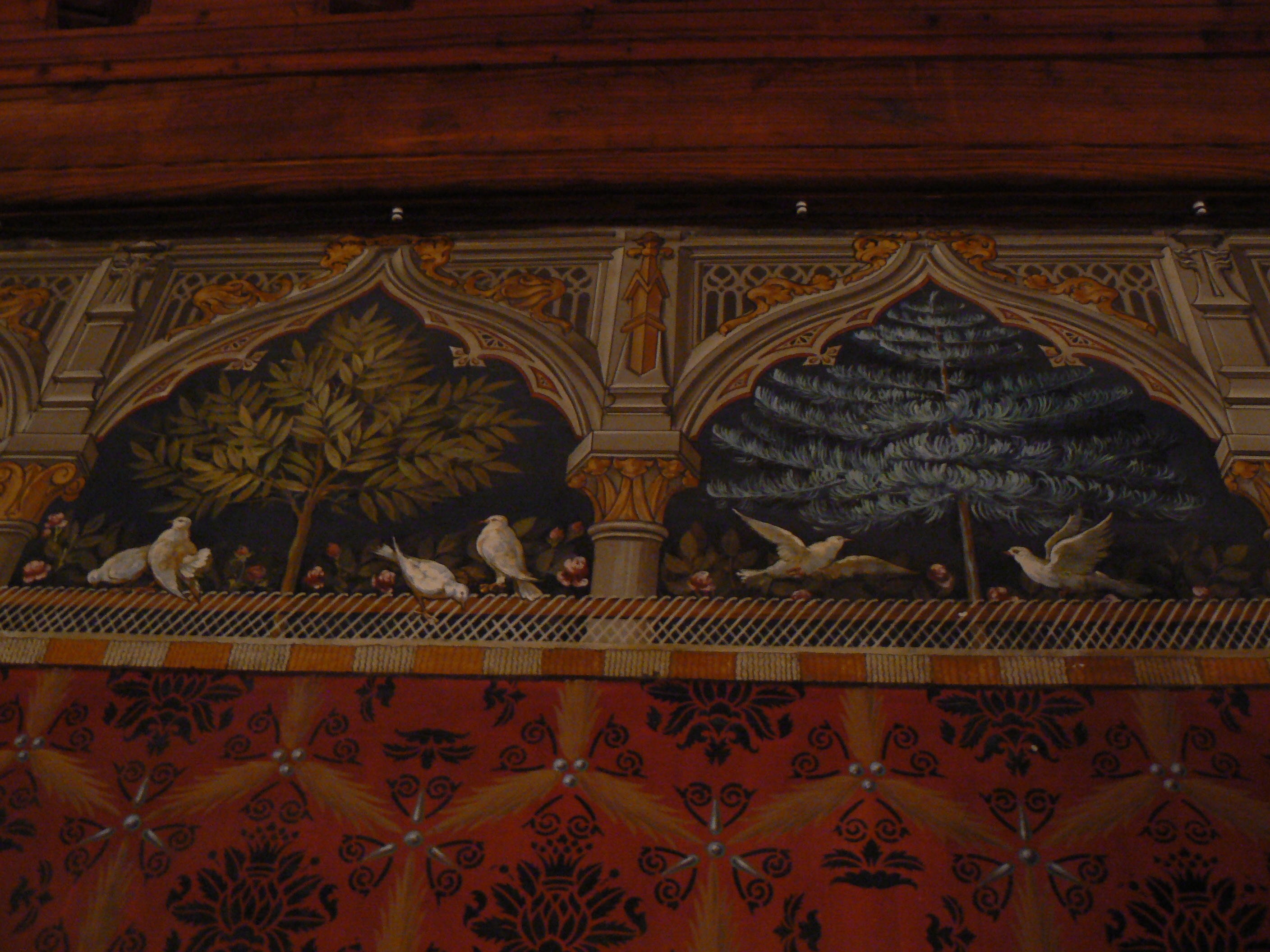
Decorazione parietale del salone interno.

### Gli annessi rurali

#### Il granaio

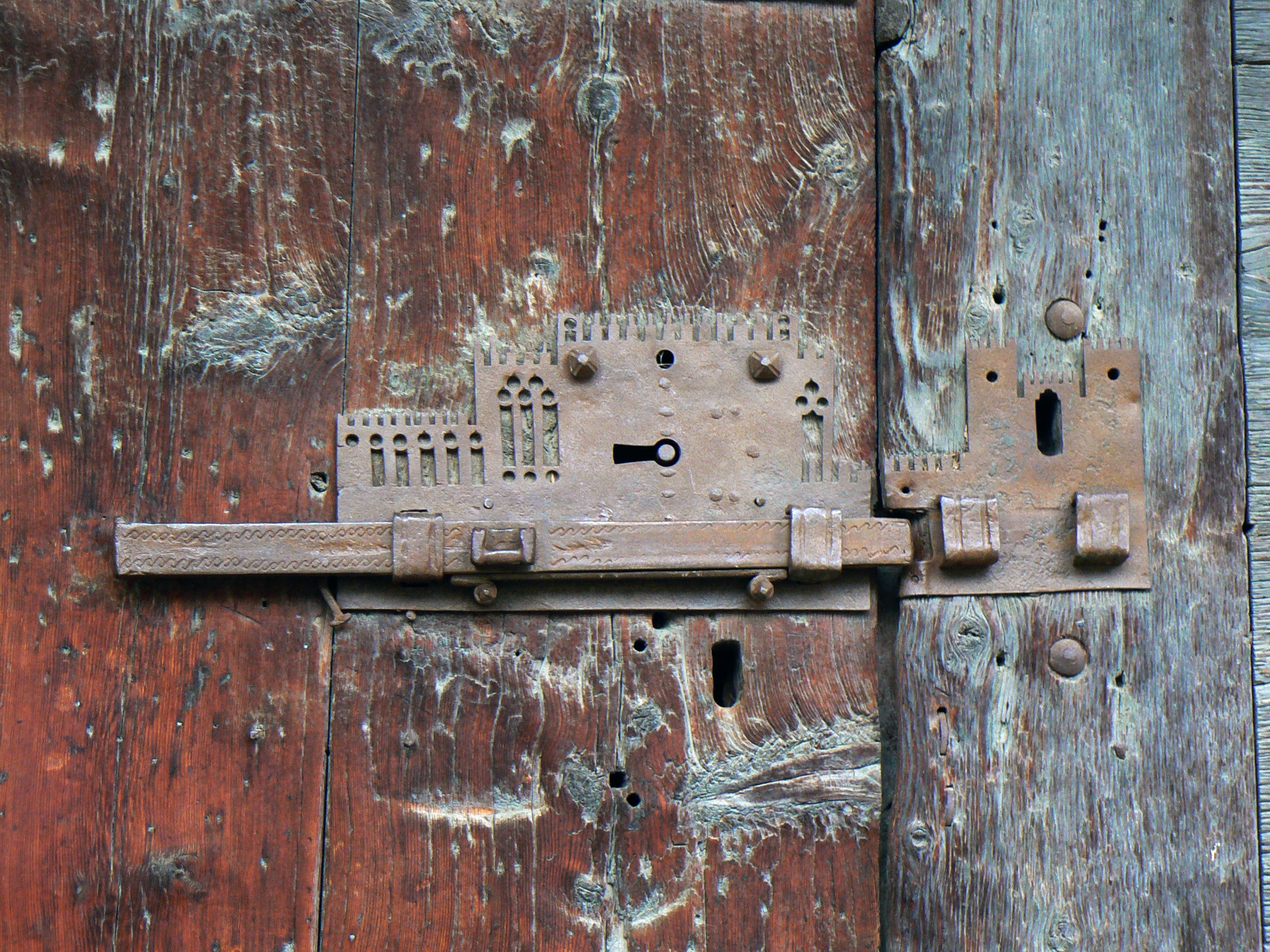
La serratura del granaio adiacente al castello.

Di fronte al castello, caso raro di conservazione, si trova un granaio rinascimentale completamente in legno con splendidi portali in ferro battuto.

#### L'Ôla: la scuderia del castello

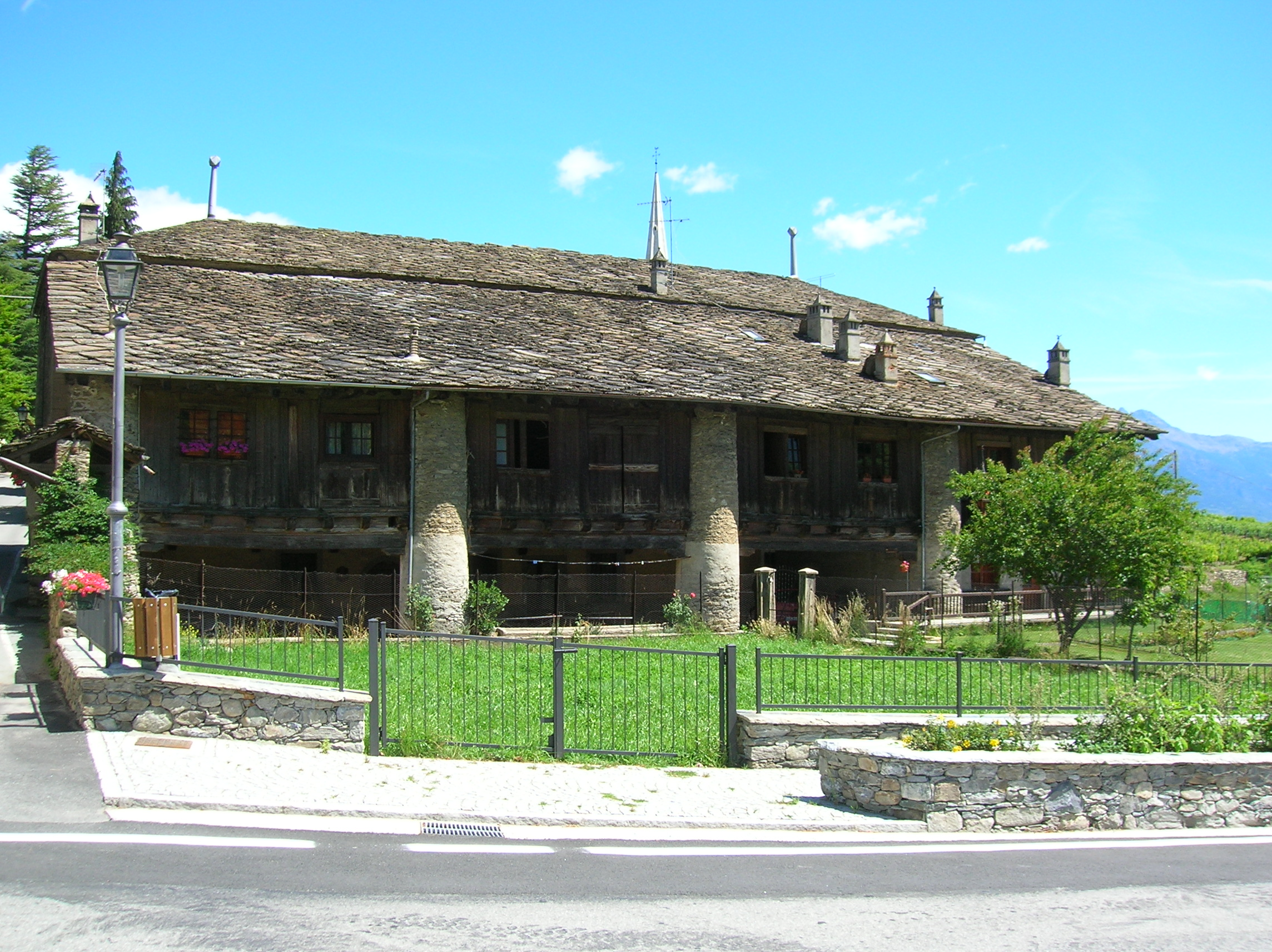
L'Ôla, la scuderia rinascimentale del castello

Non distante si trova l'antica scuderia, oggi nota col nome di cascina L'Ôla, nome che deriverebbe dal termine "ala" in patois, per il tetto a un solo versante. L'Ôla, che presenta sulla facciata principale 5 colonne di 1,8 m di diametro, ha influenzato l'architettura delle stazioni ferroviarie della linea Aosta - Pré-Saint-Didier, nell'alta Valle d'Aosta.